# Sajtoskál
Sajtoskál község Vas vármegyében, a Sárvári járásban. Az 1950-es megyerendezés előtt Sopron vármegye Csepregi járásához tartozott.

## Fekvése
Sárvártól 18 kilométerre északnyugatra fekszik, a Metőc-patak mentén. A szomszédos települések: észak felől Simaság, északkelet felől Iván, kelet felől Nemesládony, délkelet felől Tompaládony, dél felől Mesterháza, délkelet felől pedig Chernelházadamonya. Nyugat felől az amúgy távolabb eső Bőhöz tartozó, lakatlan külterületek határolják, abból az irányból a legközelebbi település Lócs, de utóbbival a közigazgatási területeik nem érintkeznek.

### Megközelítése
Közlekedési helyzete meglehetősen jó, mert közvetlenül a 84-es főút mellett fekszik. Bükfürdővel a 8634-es út, Nemesládonnyal és Tompaládonnyal a 8642-es út köti össze.
Vasútvonal nem érinti, a legközelebbi vasúti csatlakozási lehetőséget a Hegyeshalom–Porpác-vasútvonal Hegyfalu vasútállomása kínálja, bő 6 kilométerre délkeletre.

## Története
A régészeti leletek tanúsága szerint a község területén már a 2. században római település volt. A Metőc-patak melletti területen a Pusztaszőllő-dűlőben római épületek jelentős alapfalai és gazdag mellékletekkel ellátott sírok kerültek elő.
A mai falut 1212-ben Kaal néven említik először. Nevéből következtethetően a honfoglalás után Kál horka szállásterülete lehetett.
A 13. század elején már királyi birtok, 1212-ben említik István nevű papját is. 1234-ben már állt Szent Péter tiszteletére szentelt temploma. Ekkor a települést kiveszik a soproni várispánság uralma alól. 1359-ben ismét említik templomát. 1372-ben a Ják nembeli Niczky család birtoka. 1421-ben Luxemburgi Zsigmondtól évi két országos és heti egy vásár tartására vonatkozó jogot kapott. A falu különösen sajtvásárairól volt híres, erről kapta a nevét is.
A 15. században a Niczkyek, a Lábatlani, a Patyi, az Unyani és a Farkas családok voltak a nagyobb birtokosai. Gyakran volt Sopron vármegye gyűléseinek színhelye. A 16. században lakói felvették az evangélikus hitet.
Vályi András szerint "Sajtoskál. Magyar falu Sopron Várm. földes Urai G. és N. Niczky Uraságok, a’ kiknek két lakó, és gaszdasági épűleteivel díszesíttetik, lakosai katolikusok, és evangelikusok, fekszik Csepreghez 1, Sopronhoz 4 9/8 mértföldnyire, lapos két nyomásbéli határja középszerű, búzát, zabot, gabonát, ’s egyebet is terem, réttye kevés, juhai számosak."

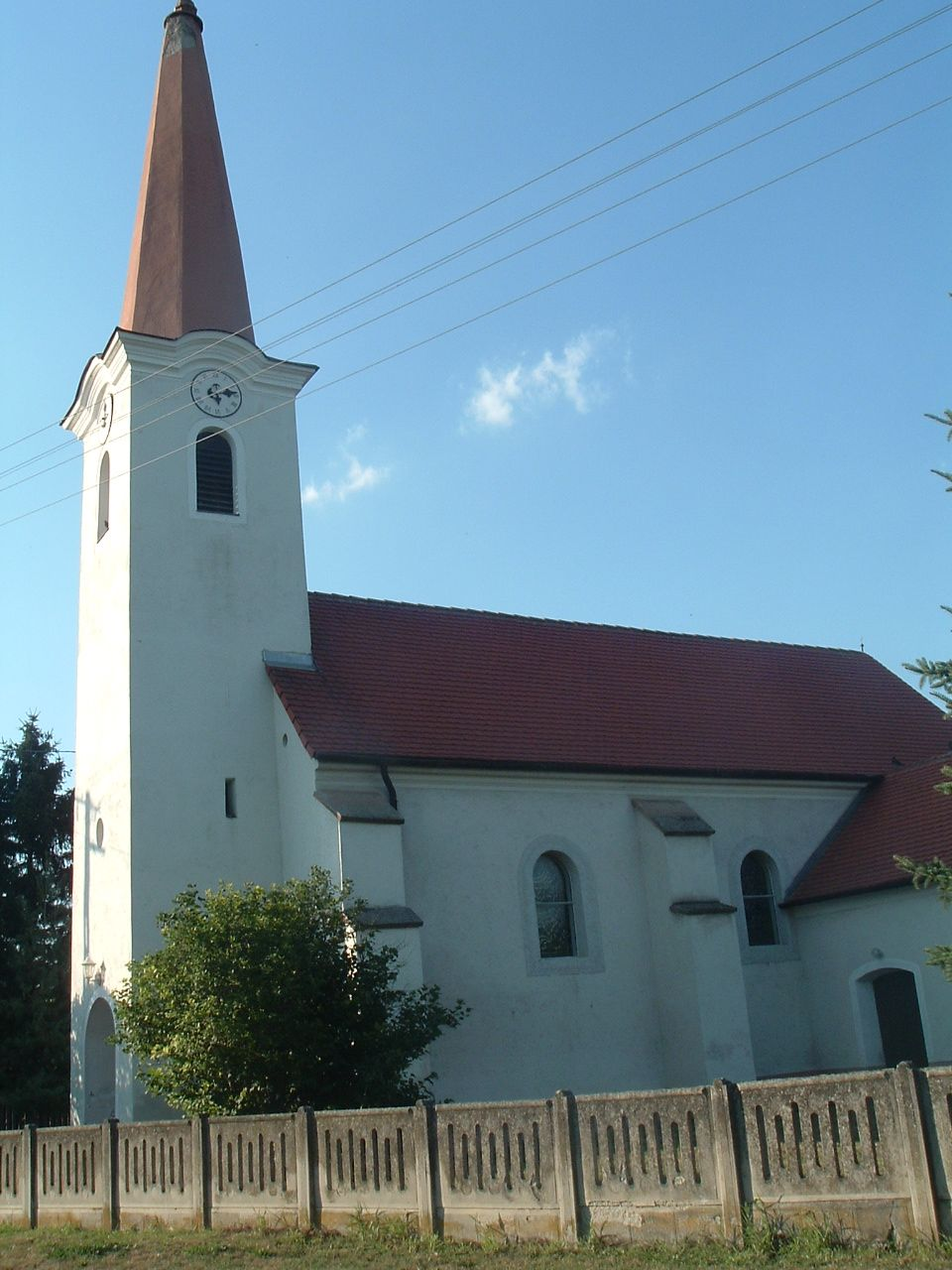
A templom

Fényes Elek szerint "Sajtos-Kál, magyar falu, Sopron vgyében, a Répczemellékén, Sopronhoz délre 5 mfd., a sárvári országutban, 350 kath., 20 evang. lak., paroch. szentegyházzal. Róna határa 858 hold. mellyből szántóföld 650 h., rét 14 h., legelő 70, erdő 80 hold. Földje részint termékeny fekete agyag, részint kövecses. A váltó-gazdaság divatozik. Erdeje tölgy, cser, szil. Birtokosa Ruprecht János.
" 
A Niczky család 1846-ig volt birtokos a községben, akkor Niczky Sándor itteni birtokait a soproni evangélikus felekezetű virtsológi Rupprecht Jánosnak (1788–1863), Sopron város tanácsosának, a soproni Rupprecht cukorgyár tulajdonosának adta el. Az új birtokos hamarosan cukorgyárat alapított a községben is, melynek nyersanyagát a környező birtokain termelte meg. A Rupprecht család tevékenysége Sajtoskált a környék legjelentősebb településévé emelte. Jövedelmükből intézményeket támogattak, segítették az egyház, a kórházak, az árvaházak tevékenységét, segítették a szegény sorsúakat.
1910-ben 546 magyar lakosa volt. Rupprecht-kastélyában szállt meg egy éjszakára 1921-ben a királypuccs idején IV. Károly király és Zita királyné.

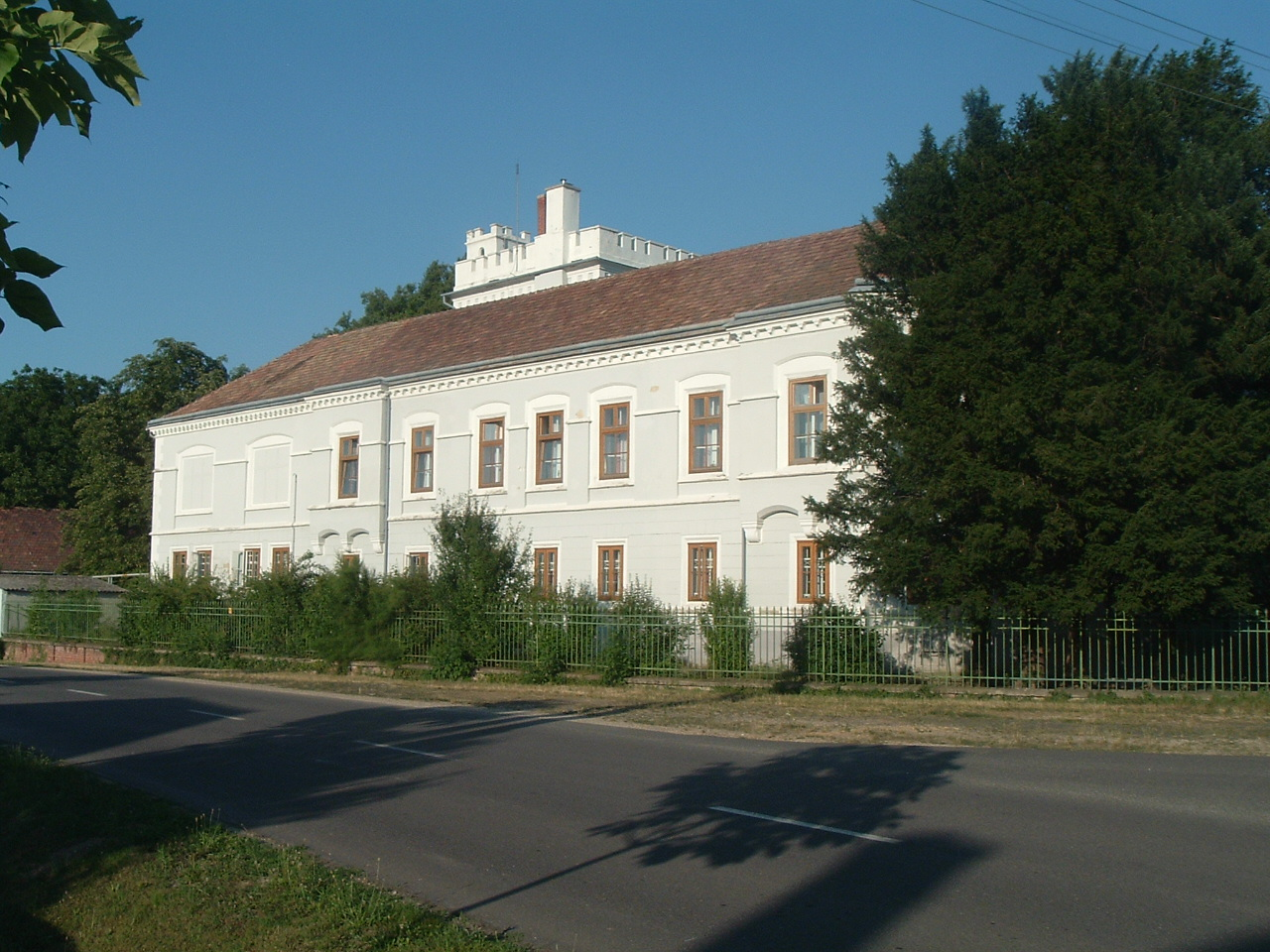
A Rupprecht-kastély

## Közélete

### Polgármesterei
- 1990–1994: Pados László (független)[6]
- 1994–1998: Pados László (független)[7]
- 1998–2002: Id. Pados László (független)[8]
- 2002–2006: Pados László (független)[9]
- 2006–2010: Haller Imre György (független)[10]
- 2010–2014: Haller Imre György (független)[11]
- 2014–2019: Haller Imre György (független)[12]
- 2019–2024: Haller Imre (független)[13]
- 2024– : Haller Imre (független)[1]

## Népesség
A település népességének változása:
| Lakosok száma | 382  | 370  | 360  | 349  | 335  | 349  | 353  | 356  | 372  | 374  |
|               | 2013 | 2014 | 2015 | 2016 | 2017 | 2018 | 2021 | 2022 | 2023 | 2024 |

A 2011-es népszámlálás során a lakosok 90%-a magyarnak, 3,9% németnek, 1,2% románnak, 0,5% cigánynak, 0,5% horvátnak, 0,5% ukránnak, 0,2% szerbnek, 0,2% szlovénnek, 0,2% örménynek mondta magát (6,8% nem nyilatkozott; a kettős identitások miatt a végösszeg nagyobb lehet 100%-nál). A vallási megoszlás a következő volt: római katolikus 74,5%, evangélikus 6,3%, református 1,5%, felekezet nélküli 3,9% (11,9% nem nyilatkozott).
2022-ben a lakosság 86,5%-a vallotta magát magyarnak, 5,1% németnek, 0,6% horvátnak, 0,6% cigánynak, 0,3-0,3% szerbnek, bolgárnak és ukránnak, 3,1% egyéb, nem hazai nemzetiségűnek (10,7% nem nyilatkozott; a kettős identitások miatt a végösszeg nagyobb lehet 100%-nál). Vallásuk szerint 57,9% volt római katolikus, 4,8% evangélikus, 1,4% református, 0,8% görög katolikus, 0,3% egyéb katolikus, 4,2% felekezeten kívüli (30,6% nem válaszolt).

## Nevezetességei
- Római katolikus temploma a 13. században épült, 1234-ben már biztosan állt. 1754-ben barokk stílusban építették át. Főoltárát 1866-ban készítették.
- A Rupprecht-kastélyt egy tornácos földszintes kúriából 1863-ban építették emeletes, tornyos kastéllyá. Körülötte angolpark van sok faritkasággal. Ma szociális otthon.
- A Losonczy-kastély mai formájában 1922-ben épült fel a korábbi udvarház felhasználásával. A háború után lakóházként szolgált, több lakás volt benne. Ma magántulajdon, a Motz család szépen felújított kastélya.
- A falu végén található tavat természetes források táplálják.

## Ismert személyek
- Itt élt és hunyt el virtsológi Rupprecht Olivér (1858–1942) okleveles mezőgazdász, nemzetgyűlési képviselő, felsőházi tag, sajtoskáli nagybirtokos, a Magyar Érdemrend középkeresztjének a tulajdonosa.
- Itt született és élt dr. virtsológi Rupprecht (Marconnay) Tibor (1896–1970) költő, újságíró, műfordító.

## Képgaléria

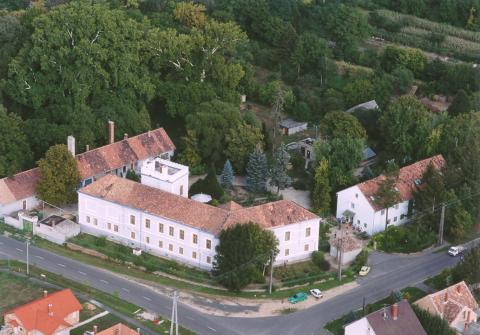
A Rupprecht család kastélya
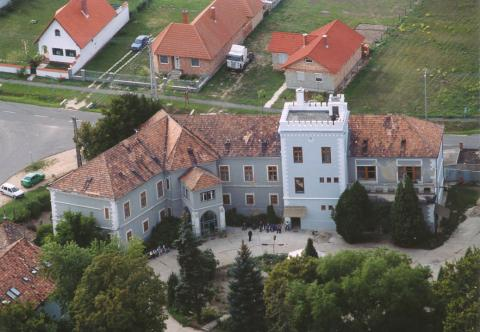
A Rupprecht család kastélya
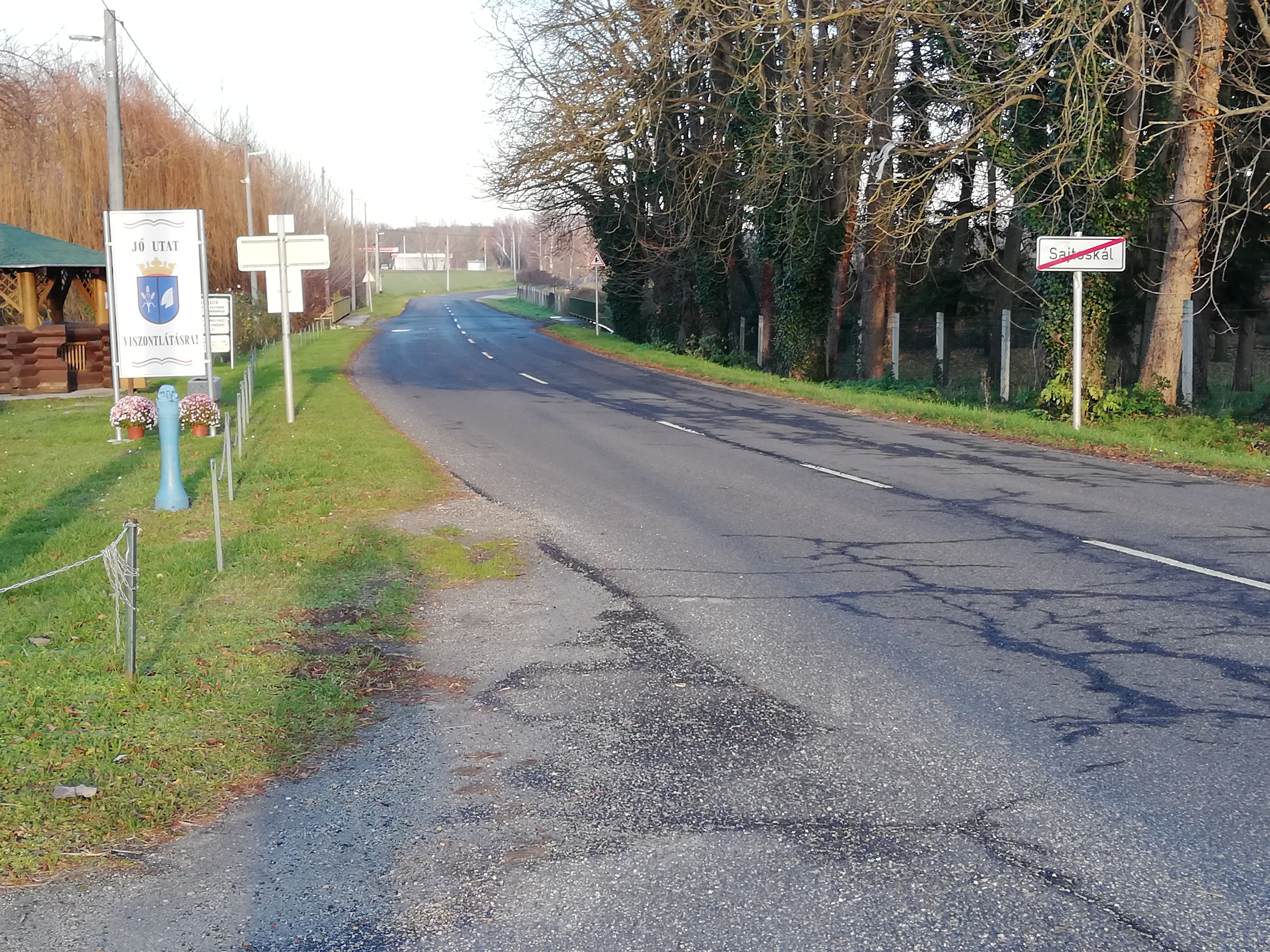
A 8634-es út a 84-es főút felé nézve
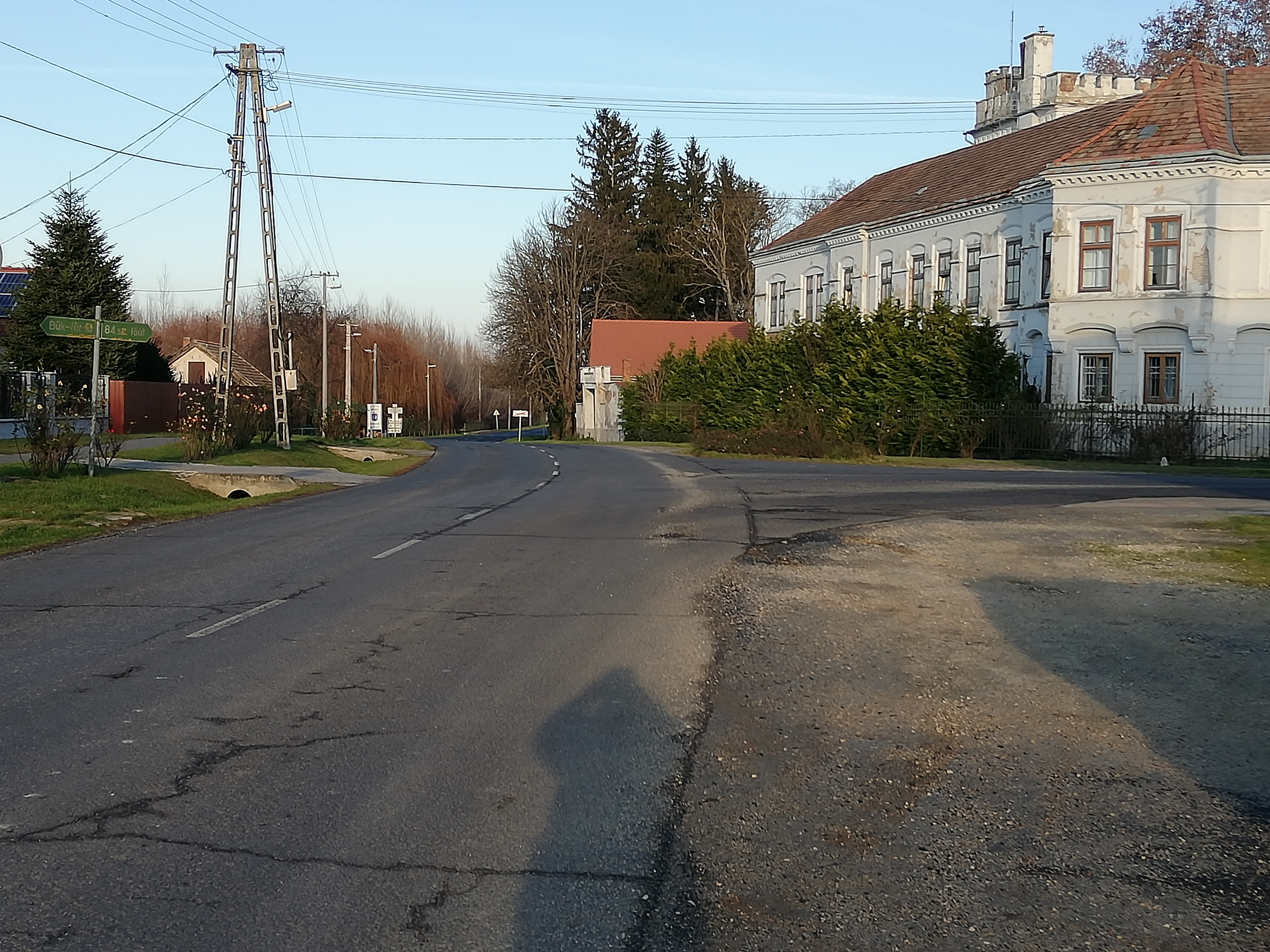
A 8634-es út Sajtoskál központjának északi részén
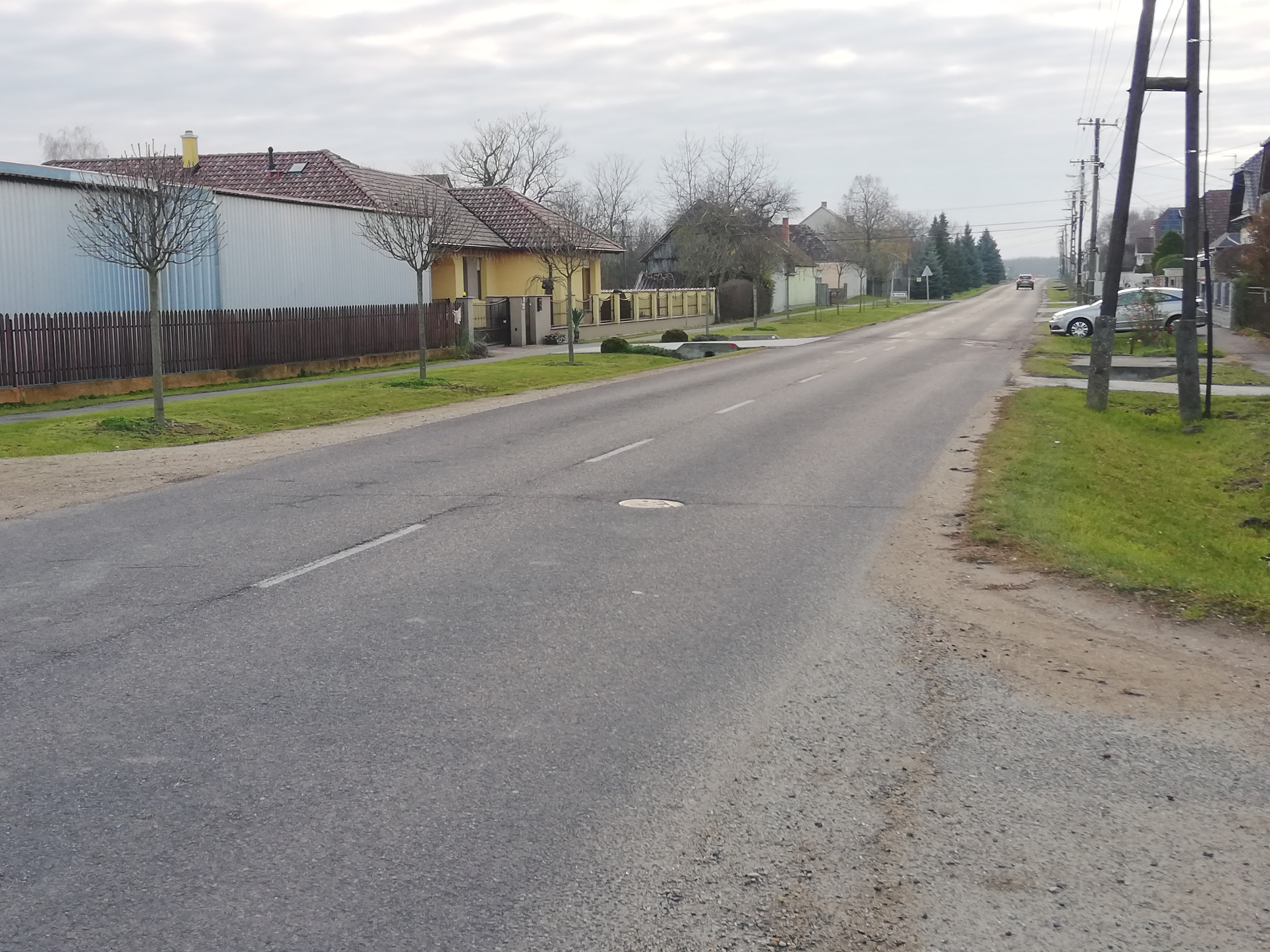
A 8634-es Sajtoskáltól délnyugat felé nézve

## Külső hivatkozások
- Ahol a boltos is pszichológus – Az Origo Kismagyarország riportsorozatának Sajtoskállal foglalkozó része
- Sajtoskál – utazom.com
- Sajtoskál térképe – terkepcentrum.hu Archiválva 2007. november 10-i dátummal a Wayback Machine-ben